# Восемь с половиной
«Восемь с половиной», «8½» (итал. Otto e mezzo) — экзистенциальная трагикомедия Федерико Феллини, мировая премьера которой состоялась 13 февраля 1963 года в Риме. Название фильма обозначает его порядковый номер в фильмографии Феллини — он к тому времени снял 6 полнометражных фильмов, 2 короткометражных фильма, которые автор сосчитал за один, и совместный фильм с режиссёром Альберто Латтуадой «Огни варьете» («полфильма»). Картина «8½» завоевала Большой приз Московского кинофестиваля и две премии «Оскар».
Считается классикой мирового кинематографа, одним из величайших кинофильмов в истории и вершиной режиссёрского мастерства Феллини (наравне с другим его хитом с участием Марчелло Мастроянни — «Сладкая жизнь»). Весь фильм — это смешение реальности и потока сознания главного героя — режиссёра Гвидо Ансельми: его детских воспоминаний, мечтаний, сюрреалистических видений и озарений, в которых он ищет вдохновения для своей новой кинокартины.

## Сюжет
Режиссёр Гвидо Ансельми собирается снимать свой очередной фильм. Предыдущая его картина была успешна, и продюсер надеется, что новая принесёт ещё больше прибыли. Миллионы потрачены на огромные декорации космического корабля, задействовано большое количество актёров и массовки. Но Гвидо находится в творческом кризисе и ищет источники вдохновения. Причины кризиса — разочарование в жизни и любви. Продюсеры и киностудия требуют начинать съёмки, а в сознании режиссёра будущая картина никак не может сложиться в единое целое. Чтобы собраться с мыслями и продумать сценарий, Гвидо нанимает известного критика и писателя — Карини Домье. Также Гвидо приходит на встречу к кардиналу, чтобы получить у него разрешение использовать его образ в своём фильме. Также для глубины кинокартины Гвидо намерен использовать образы и воспоминания из детства, в частности, пережитые в католической школе. Однако это решение осуждает Домье, критикуя режиссёра за излишнюю сентиментальность и недостаток критического восприятия, чтобы «создать в фильме нечто полемичное с католическим сознанием Италии». Попутно на Гвидо давят продюсеры, журналисты, актёры и вся съёмочная группа, постоянно расспрашивая о замысле нового фильма, но режиссёр всячески уходит от ответов. Периодически Гвидо воображает некую прекрасную девушку, которая является прообразом идеала и ключа к замыслу фильма.
Гвидо навещает его любовница, замужняя женщина Карла, которую он заселяет в другую гостиницу, чтобы реже с ней пересекаться. Также к Гвидо приезжает его супруга Луиза. Узнав об измене мужа, она ссорится с ним. Тем временем продюсер, недовольный откладыванием съёмок, устраивает тест-показ, чтобы утвердить актёров на роли. Луиза, увидев, что Гвидо использовал её и Карлу в качестве прообразов героинь в его фильме, окончательно решает порвать с Гвидо, упрекая его в эгоизме и в лживом видении их супружеской жизни, которое он будет демонстрировать в фильме. После этой ссоры Гвидо начинает ненавидеть свою задуманную картину. Вернувшись на тест-показ, Гвидо знакомится с актрисой Клаудией, которая выглядит точь-в-точь как девушка из его видений. Гвидо рассказывает ей про её персонажа и про её значение для главного героя произведения, который, как и Гвидо, опустошён. На это Клаудия говорит, что герой такой, потому что сам Гвидо не умеет любить по-настоящему.
Продюсер заявляет, что съёмки начнутся через неделю, после везёт Гвидо на крупную встречу с журналистами, которая будет проходить на месте декораций космического корабля. Журналисты и коллеги забрасывают режиссёра многочисленными вопросами и насмешками. Не выдержав этого, Гвидо метафорически застреливается, что символизирует собой гибель фильма. Огромные декорации начинают разбирать, а критик Домье признаёт, что Гвидо поступил правильно, отменив ошибочный и ненужный миру фильм, который мог стать концом для Гвидо. Закончив рассуждения, Домье приходит к выводу, что главной проблемой Гвидо было то, что он наивно думал, что, показав в фильме все ошибки своей жизни, мутные воспоминания и людей, которых он так и не научился любить, он сделал бы зрителей лучше. После этого Гвидо осознаёт, что надо быть честным с самим собой, радоваться жизни и любить своих близких. После он воссоединяется с Луизой.
В финале появляются все персонажи, которых Гвидо встречал ранее в повествовании, включая жену, любовницу, родителей, коллег, кардинала, актёров и съёмочную группу, все они начинают водить хоровод вокруг огромных декораций так и не снятого фильма.

## В ролях
- Марчелло Мастроянни — Гвидо Ансельми
- Анук Эме — Луиза Ансельми
- Сандра Мило — Карла
- Клаудия Кардинале — Клаудия
- Росселла Фальк — Росселла
- Гвидо Альберти — продюсер Паче
- Барбара Стил — Глория Морин
- Мадлен Лебо — Мадлен
- Жан Ружёль — Карини Домье, кинокритик

## Съёмочная группа
- сценарий: Федерико Феллини, Эннио Флайяно, Туллио Пинелли, Брунелло Ронди
- режиссёр: Федерико Феллини
- оператор: Джанни ди Венанцо
- композитор: Нино Рота, в фильме также использована музыка Вагнера, Чайковского, Россини, Хачатуряна
- продюсер: Анжело Риццоли
- художник по костюмам — Леонор Фини

## Анализ
Фильм «8½» критики относят к классике мирового кинематографа и к числу лучших фильмов Феллини. Режиссёр попытался перенести на экран свой внутренний мир, те тонкие импульсы, которые влияют на создание картины.
Язык монтажных сопоставлений Феллини, так называемый «поток сознания» был заимствован из творчества Бергмана, который впервые ввёл его в своём фильме «Земляничная поляна». Позже этот приём был использован также Антониони и Тарковским в «Зеркале». Тарковский назвал фильм своей любимой работой Федерико Феллини и лучшим его фильмом:

«В нём глубина и утончённость замысла соединились с простотой и демократичностью формального выражения, с той органичностью формы, когда всё открылось нам так, как было задумано автором».

Феллини создал осмысленный фильм из, казалось бы, бессвязного набора бессодержательных сцен теми же средствами, что и Пикассо в «Мистерии Пикассо» (1956): обе работы показывают художника в момент работы, в обоих случаях результат нематериален и не так важен, как сам творческий процесс. По мнению режиссёра Дыховичного,

«8 1/2» — картина, которую можно посмотреть тысячу раз, и на каждом просмотре открывать в ней для себя что-то новое. Она всегда попадет в ваше настроение. Думаю, что другого такого антиклерикального кино у Феллини нет. Сам я не большой поклонник этого режиссёра, но могу сказать, что этот его фильм удивительный и удивительно тонкий.

Органичная часть фильма — музыка Нино Роты, которая придаёт картине особый оттенок.  Также в фильме звучат отрывки из классических произведений.
В этой картине Феллини использует излюбленный приём Годара: наносит мнимый удар по киноиндустрии, источнику собственного успеха.

### Связь картин «Сладкая жизнь» и «Восемь с половиной»
Оба фильма — это истории о мужчинах, переживающих творческий кризис, оба запутались во лжи, оба ищут и не могут определиться. Только первый, Марчелло, писатель, обращён вовне, он ищет спасения в женщинах, отношениях с отцом, в буржуазном быте друга Штайнера, второй же, Гвидо, в поисках идей для сценария нового фильма обращён внутрь себя, мы видим его детские воспоминания, его комплексы и фантазии. Оба героя в результате не доводят дело до конца. Первый не дописал книгу, второй не доснял фильм, однако настроение двух картин совершенно разное. «Вы могли бы всё бросить и начать с нуля? Выбрать что-то одно, только одно, и отдаться ему целиком, так, чтобы оно стало целью всей вашей жизни, включило в себя всё, было бы всем, оттого, что ваша преданность подарит ему бессмертие?» — спрашивает Гвидо (однако тот же вопрос задает себе и Марчелло) и сам же отвечает на свой вопрос: «Не получится». «Он хочет всё и сразу, не может выбрать что-то одно. Каждый день меняет решение, потому что боится упустить что-то единственно верное».
«La dolce vita», так оптимистично начинающаяся, демонстрирующая действительно красивую жизнь римской богемы, заканчивается трагедией главного героя: Паола «красивая, юная, но в то же время мудрая. Дитя, и вместе с тем уже женщина, искренняя и блестящая, она, без сомнения, должна его спасти», — Гвидо описывает героиню своего будущего фильма в диалоге с прелестной Клаудией, однако это описание, несомненно, можно отнести и к Паоле, это своеобразная отложенная расшифровка режиссёром своего послания. «Она может дать ему новую жизнь, но он отталкивает её», «потому что не верит в новую жизнь» или «потому что не умеет любить», — так описывает этот эпизод Феллини в снятом тремя годами позже фильме «Восемь с половиной». Марчелло просто не в силах сделать какой бы то ни было выбор, он завяз в череде бессмысленных романов и встреч. Финальный кадр: «Конец» с припиской мелкими буквами «сладкой жизни» ставит точку в судьбе Марчелло, да и всей итальянской золотой молодёжи 1950-х.
А главный герой «8½», Гвидо, несмотря на то, что сам не верит, что сможет освободиться, сознательно отказывается продолжать работу над бесперспективной картиной. «Чему он может научить незнакомых, когда он не может сказать элементарную правду даже своим близким?» Он «научился молчанию» (так Феллини определяет единственное, чего мы вправе требовать от художника). Он принимает решение попытаться восстановить брак с Луизой (Анук Эме).

## Влияние
Фильм «8½» произвёл заметное влияние на кинематограф конца XX — начала XXI века, было снято множество картин по мотивам или под впечатлением от этого фильма:
- Микки один[англ.] (Артур Пенн, 1965)
- Всё на продажу (Анджей Вайда, 1968)
- Алекс в стране чудес (Пол Мазурски, 1970)
- Предостережение от святой проститутки (Райнер Вернер Фассбиндер, 1971)
- Американская ночь (Франсуа Трюффо, 1973)
- Лабиринт (Андраш Ковач, 1976)
- Весь этот джаз (Боб Фосс, 1979)
- Воспоминания о звёздной пыли (Вуди Аллен, 1980)
- Сладкие сны (Нанни Моретти, 1981)
- Положение вещей (Вим Вендерс, 1982)
- Парад планет (Вадим Абдрашитов, 1984)
- Король и его кино[англ.] (Карлос Сорин, 1986)
- Жизнь в забвении (Том ДиЧилло, 1995)
- 8 ½ женщин (Питер Гринуэй, 1999)
- 8 ½ $ (Григорий Константинопольский, 1999)
- Кино про кино (Валерий Рубинчик, 2002)
- Девять — мюзикл 1982 года, переснятый в 2003 году, а также музыкальный фильм «Девять» 2009 года, снятый Робом Маршаллом
- Такешиз (Такэси Китано, 2005)
- Меня там нет (Тодд Хейнс, 2007)
- Молодость (Паоло Соррентино, 2015)
- Боль и слава (Педро Альмодовар, 2019)

## Награды
Взаимодействие свободного творческого начала Феллини и мейнстрима киноиндустрии принесло неожиданные плоды: кинолента стала весьма успешным коммерческим проектом, получила многочисленные премии:
- Две премии «Оскар» (1964) в номинациях лучший фильм на иностранном языке и лучший дизайн костюмов в чёрно-белом фильме (Пьеро Герарди);
- Большой приз III Московского Международного кинофестиваля (1963)
- Награды Итальянского национального синдиката киножурналистов (1964): за лучший оригинальный сюжет, за лучший сценарий, за лучшую режиссуру, за лучшую работу продюсера, за лучшую музыку, за лучшую операторскую работу, за лучшую актрису второго плана (Сандра Мило);
- Приз датских критиков на фестивале в Копенгагене «Bodil Awards» (1964) за лучший европейский фильм
- Награды кинофестиваля в Токио «Kinema Jumpo Awards» (1966) за лучший иностранный фильм и как лучший зарубежный режиссёр;
- Награду Американского национального кинобюллетеня за лучший иностранный фильм (1963)
- Награду Нью-Йоркского кружка кинокритиков за лучший иностранный фильм (1963).

Также фильм номинировался на «Оскар» на лучшую режиссуру, лучший сценарий и лучшую работу художника-постановщика в чёрно-белом фильме, на приз Британской киноакадемии за лучший фильм (1964) на приз национальной Американской гильдии режиссёров за лучшие достижения в кинематографии (1964), но не получил наград в этих номинациях.

### Скандал на Московском кинофестивале
Демонстрация фильма на международном кинофестивале в Москве, благодаря которой Феллини и Джульетта Мазина посетили Советский Союз, обернулась скандалом. Официальным фаворитом фестиваля считался совершенно забытый ныне «производственный фильм» «Знакомьтесь, Балуев» по роману В. Кожевникова. Однако после демонстрации в конкурсной программе «Восьми с половиной» — она состоялась 18 июля 1963 года и предварялась коротким вступительным словом режиссера — жюри приняло решение присудить главный приз именно фильму Феллини. Естественно, партийное руководство выступило против такого решения, и лишь благодаря непреклонности и упорству председателя жюри Г. Чухрая (при безусловной поддержке многих деятелей кино) итальянская картина получила заслуженную награду.